# Крига Александер
Алекса́ндер фон Кри́га — німецький криптограф, винахідник, підприємець. Мав українське походження. Народився 31 жовтня 1891 у Харкові. Помер 26 травня 1955 року в Баден-Бадені. Світову відомість набув як винахідник «Шифрувальної машини Криги», яка була конкурентом шифровального автомата ENIGMA.

## Біографія
Під час Першої світової війни служив в царській армії. Після комуністичного перевороту емігрував у Німеччину і отримав німецьке громадянство.
У той час стрімко розвивався криптоаналіз та засоби зв'язку. Стало відомо про вразливості шифрів, що використовувалися під час Першої світової, наприклад «ADFGX». Александер фон Крига став одним із основоположників методів машинного шифрування.
В основі його ідеї було використання відомого на той час шифрувального диска: на двох концентричних колах записувались мішані (з довільним розташуванням літер) алфавіти. Один диск обертався відносно іншого відповідно до визначеного ключа і літери, записані в одному колі, використовувались як заміна для літер, записаних в іншому колі навпроти. Крига запропонував механізм автоматичного нерегулярного обертання диску. Зубчасте колесо складалось з кількох секторів, кожен з яких мав те чи інше число зубців. Після шифрування кожної літери це колесо поверталось на один сектор, а шифрувальний диск відповідно на стільки позицій, скільки було визначено зубцями цього сектора. В пізнішій моделі кількість секторів було збільшено, причому кожен мав окремий гвинт, яким можна було увімкнути чи вимкнути відповідну стопову позицію, так що за одну дію колесо могло повертатись на декілька секторів. Крім того, загальна кількість зубців була простою відносно кількості літер в алфавіті, тому коли колесо здійснювало повний оберт, диск з літерами не повертався у вихідне положення. Таким чином пристрій здійснював поліалфавітну заміну з досить довгим циклом алфавітів. Ключем шифру були послідовності літер, записаних на дисках, секторів з різною кількістю зубців та їхнє початкове положення. Однак, шифр Криги був нестійкий. Оскільки послідовність зсувів алфавіту регулярно повторювалась, було знайдено методи зламу цього шифру. Попри наполегливе просування своїх машин, Крига не мав комерційного успіху.
Під час Другої світової війни Крига служив солдатом на Східному фронті, де працював перекладачем.
Після війни був у важкому фінансовому становищі, відбував покарання за кримінальний злочин. Покінчив життя самогубством.